# Selenide
Het selenide-ion heeft de chemische formule Se2−. Het is de gereduceerde vorm van Seleen. Een selenidemineraal is een mineraal dat selenide als anion heeft. Hieronder vallen ongeveer 30 verschillende mineralen.